# HD209147
HD209147 — хімічно пекулярна зоря спектрального класу A2, що має видиму зоряну величину в смузі V приблизно  8,2.
Вона  розташована на відстані близько 741,3 світлових років від Сонця.